# St. Maternus (Ürzig)

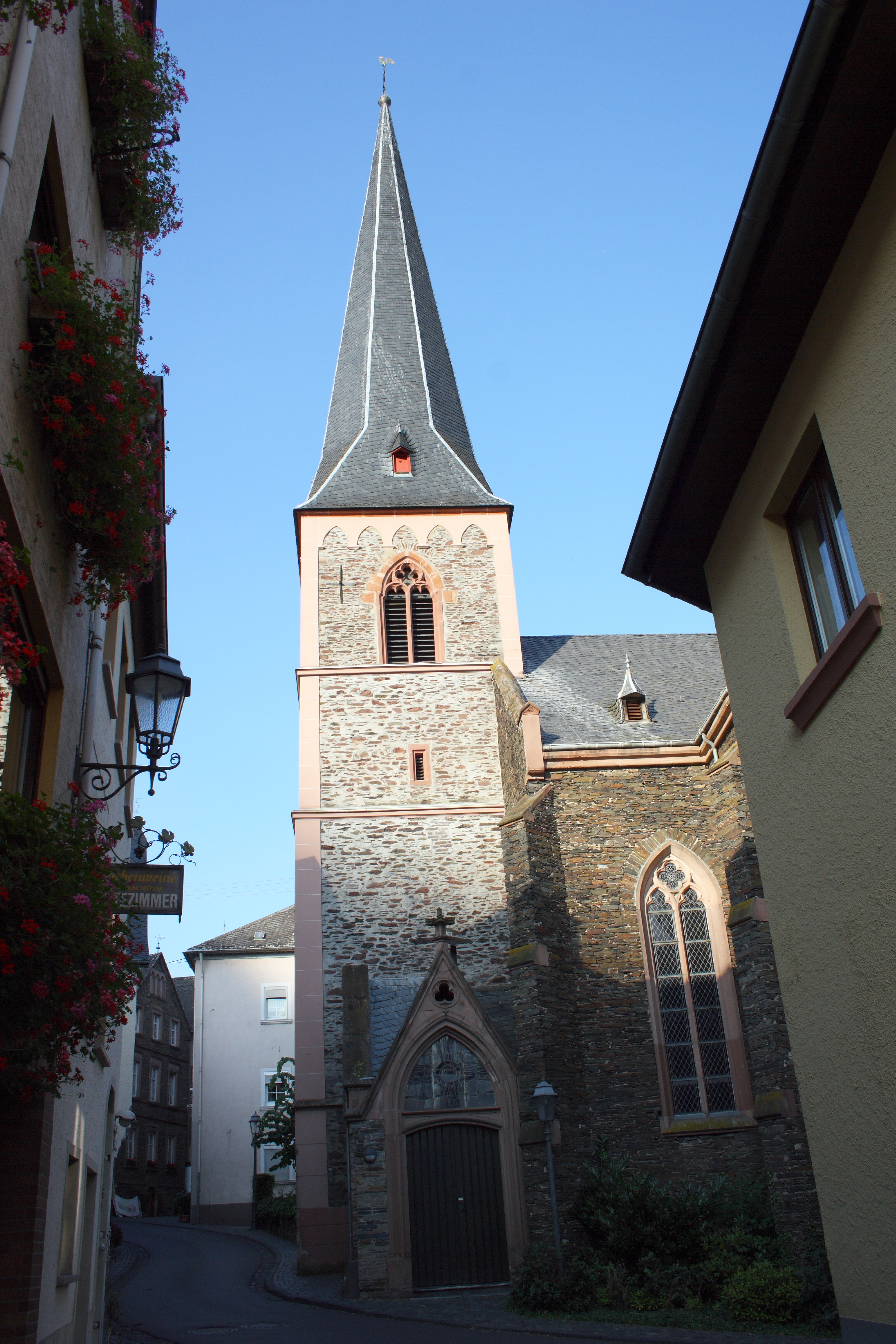
Turm der Kirche

Die katholische Pfarrkirche St. Maternus in Ürzig, einer Ortsgemeinde an der Mittelmosel im Landkreis Bernkastel-Wittlich in Rheinland-Pfalz, wurde 1866/67 errichtet. Die Kirche an der St. Maternusstraße 5 ist ein geschütztes Baudenkmal.

## Geschichte
Im 13. Jahrhundert ist eine Kapelle in Ürzig überliefert. 1475 wird in einem Visitationsbericht von einer Kirche berichtet, deren Schiff wegen Baufälligkeit nach 1712 erneuert wurde. Beim Neubau der Kirche, dem hl. Maternus geweiht, in den Jahren 1866/67 blieb der mittelalterliche Westturm erhalten. Ürzig verfügte bis spät in das 20. Jahrhundert neben dem eigenen Pfarrer über einen Frühmesser. Dieser wohnte im an die Kirche angeschlossenem Frühmesserhaus, das heute noch von der Pfarrei genutzt wird. Ürzig war eine selbständige Pfarrei. Ab 1983 gehörte sie zur Pfarreiengemeinschaft Wehlen, Graach und Ürzig und seit 2013 zur Pfarreiengemeinschaft Bernkastel-Kues.

## Architektur
Der gotische Turm, wahrscheinlich aus dem 15. Jahrhundert, ist in zwei Absätzen hochgeführt und durch vier Gesimse aus Haustein aufgeteilt. Die vier Schallöffnungen sind mit Maßwerk ausgeführt und alle Teile der Fenster sind profiliert. Der Turm wird von einem hohen, achtseitigen Schieferhelm bekrönt. Da die Kirche am Hang gebaut wurde, liegt die kreuzgewölbte Turmhalle unter dem Straßenniveau. An der Nord- und Südseite sind kleine neugotische Hallen mit Portalen vorgebaut.
In der neuen Kirche, erbaut nach den Plänen von Bauinspektor Dallmer, ist von der alten Kirche nur der Taufstein aus dem Jahre 1500 erhalten, der aus heimischem Sandstein gefertigt wurde.

## Ausstattung

### Bleiglasfenster (19. Jahrhundert)

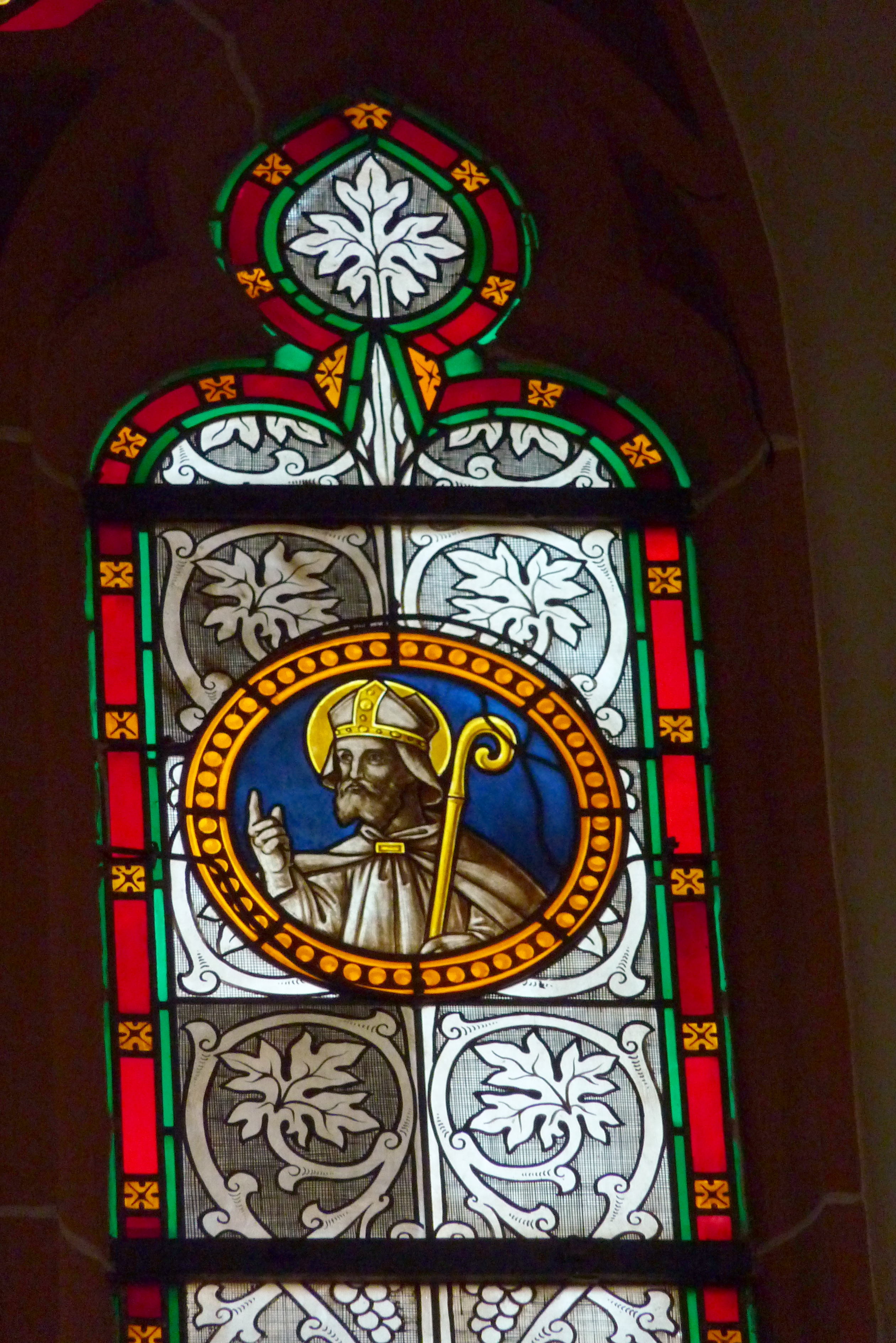
Heiliger Maternus
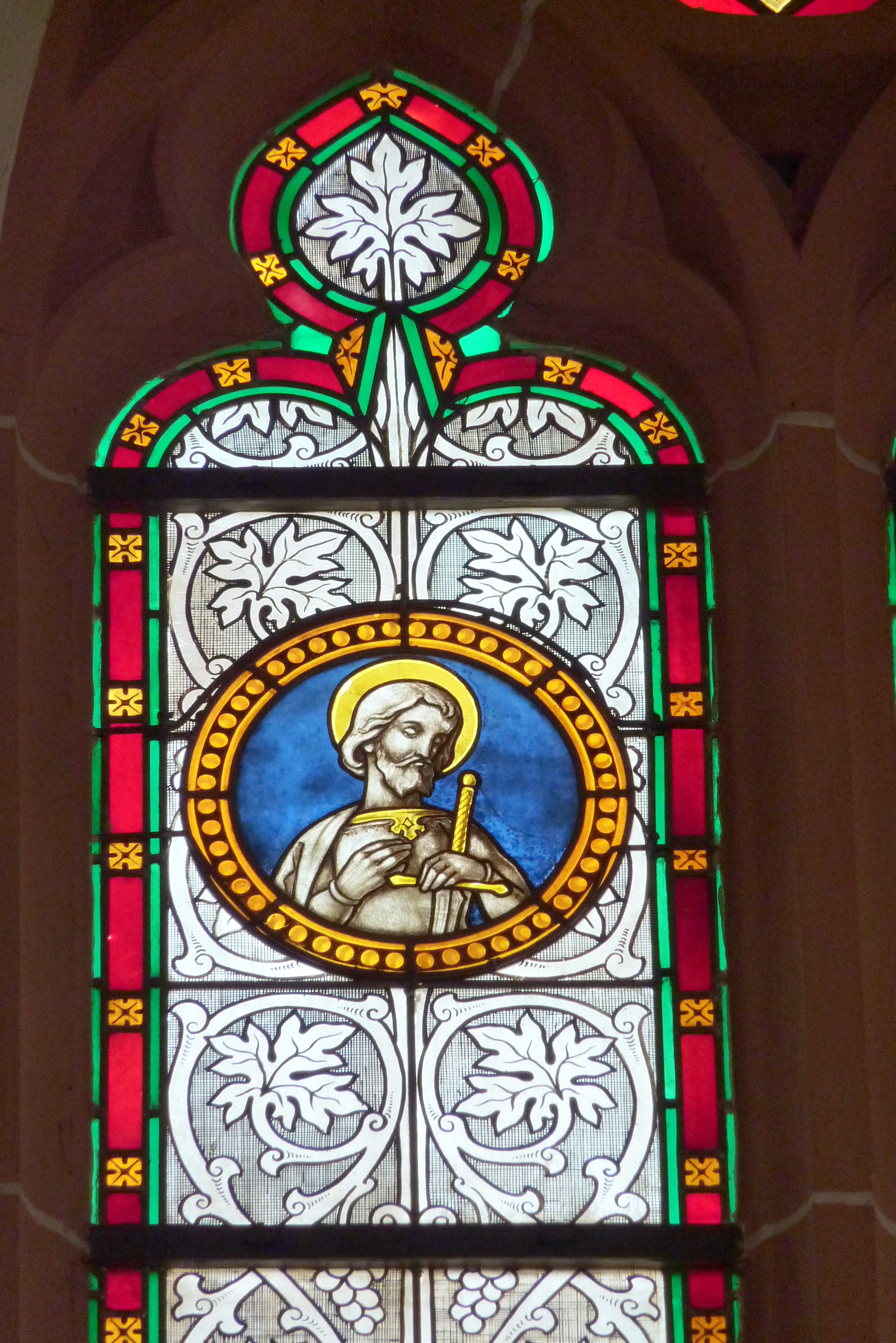
Apostel Paulus
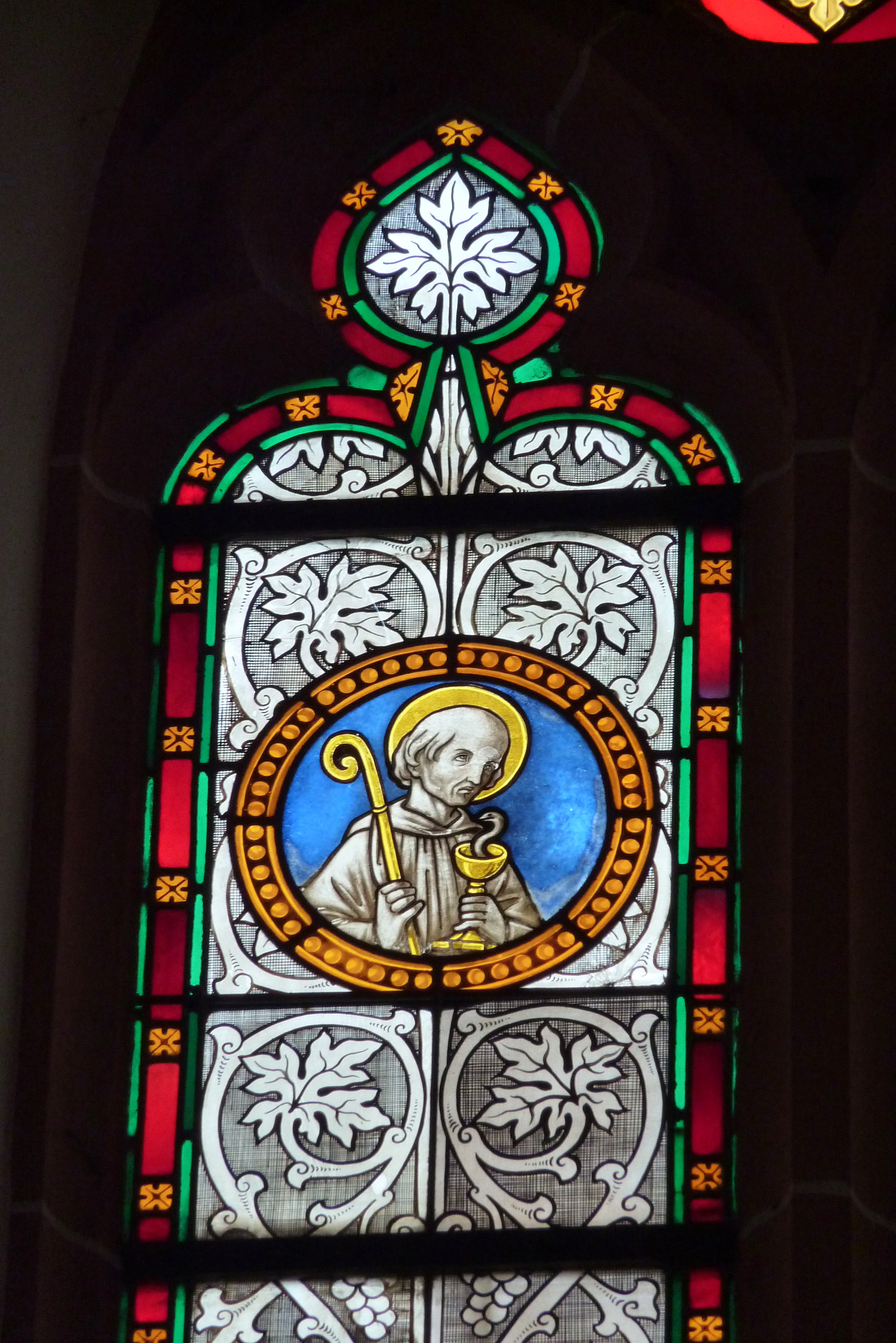
Heiliger Benedikt
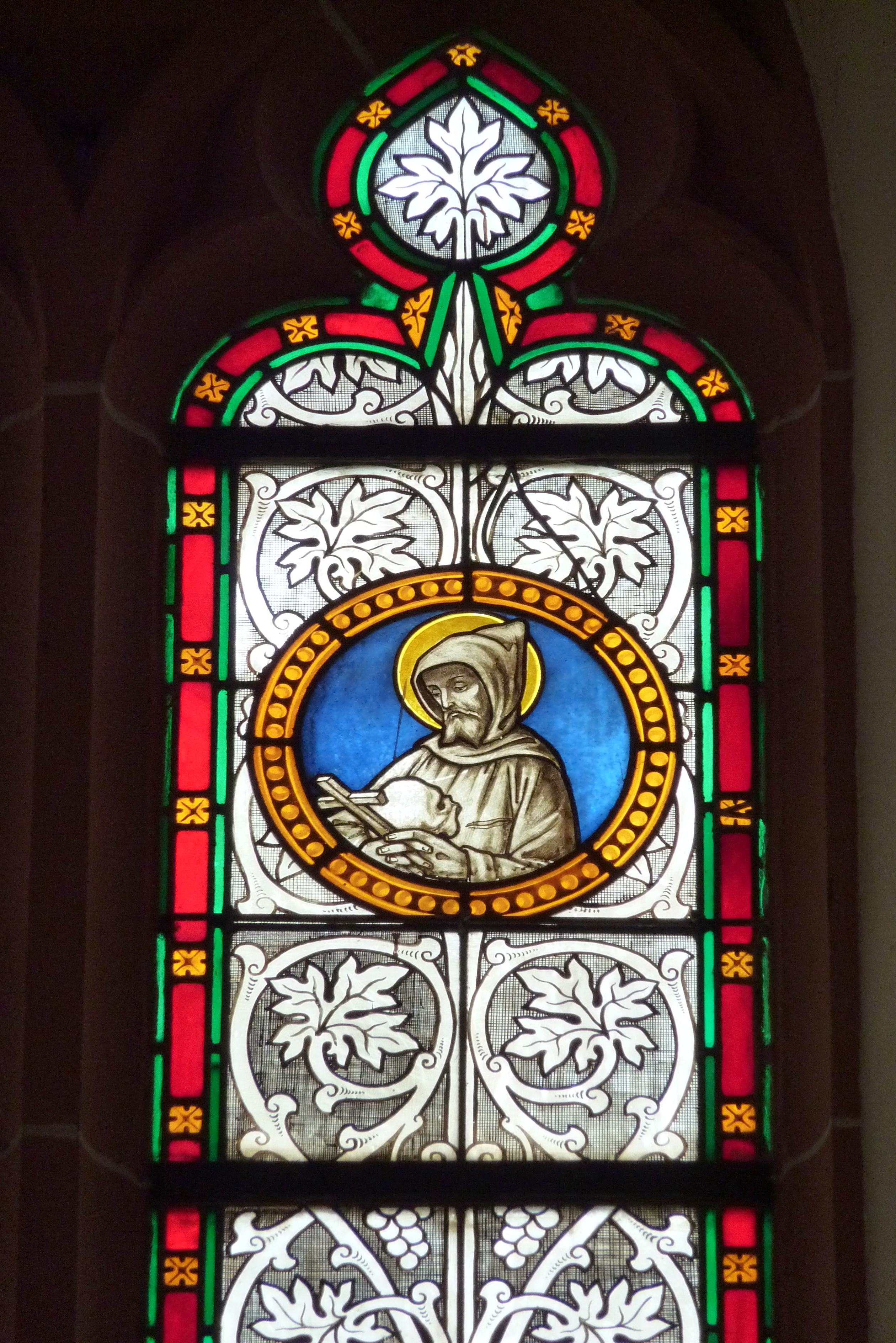
Heiliger Bruno der Karthäuser

### Orgel
Die Orgel wurde 1867 von dem Orgelbauer Heinrich Voltmann aus Klausen erbaut und zuletzt von dem Orgelbauer Hubert Fasen restauriert. Das Instrument hat 21 Register auf zwei Manualwerken und Pedal.
| I Hauptwerk C–f3 |                     |        |
| 1.               | Bourdon (ab c0)     | 16'    |
| 2.               | Principal           | 08'    |
| 3.               | Gamba               | 08'    |
| 4.               | Gedact              | 08'    |
| 5.               | Oktav               | 04'    |
| 6.               | Quinte              | 02 ⁄3' |
| 7.               | Octav               | 02'    |
| 8.               | Rohrfloete          | 04'    |
| 9.               | Mixtur III          |        |
| 10.              | Trompete (Bass)     | 08'    |
| 11.              | Trompete (Diskant)0 | 08'    |

| II Unterwerk C–f3 |                      |     |
| 12.               | Salicional (ab c1) 0 | 16' |
| 13.               | Fernfloete           | 08' |
| 14.               | Hohlfloete           | 08' |
| 15.               | Geigenprincipal      | 04' |
| 16.               | Stillfloete          | 04' |
| 17.               | Flageolet            | 02' |

| Pedalwerk C–f0 |               |     |
| 18.            | Subbaß        | 16' |
| 19.            | Octavbass     | 08' |
| 20.            | Gedecktbass 0 | 08' |
| 21.            | Octav         | 04' |
| 22.            | Bombard       | 08' |

- Koppeln: II/I (Manualschiebekoppel), I/P